# Toluol
A toluol (vagy metilbenzol) aromás szénhidrogén, a benzolhoz képest csak egyetlen metilcsoportban tér el. Színtelen folyadék, szaga a benzoléra emlékeztet. Apoláris vegyület, vízben nem oldódik. Szerves oldószerekkel korlátlanul elegyedik. A toluol maga is kitűnő oldószer. A benzol homológja, tulajdonságai is a benzoléhoz hasonlók. Képes feloldani bizonyos műanyagokat. Szobahőmérsékleten erősen párolog.
Nevét a tolubalzsamról(en) kapta, amiből először előállították.

## Kémiai tulajdonságai
Metilcsoportjának köszönhetően sokkal reaktívabb, mint a benzol. Oxidációs reakciókban benzoesavvá vagy benzaldehiddé alakul. Az oxidálószer például forró, híg salétromsav vagy kálium-permanganát lehet, ekkor benzoesav keletkezik.
A toluol az oldalláncon (metilcsoport) vagy az aromás gyűrűn (magban) is halogénezhető (a reakciófeltételektől függően). A forró, napfénnyel vagy UV-fénnyel megvilágított toluol klórgáz hatására – gyökös szubsztitúciós reakcióban – az oldalláncon halogéneződik. A metilcsoport egy, két, vagy mindhárom hidrogénatomja klóratomra cserélhető (a behatás idejétől függően), ekkor benzil-klorid, benzál-klorid vagy benzotriklorid keletkezik. Szobahőmérsékleten katalizátor, például vas(III)-klorid jelenlétében a szubsztitúció a benzolgyűrűn megy végbe, orto-, és para-klórtoluol keletkezik.
A nitrálás és a szulfonálás is könnyebben megy végbe a toluol esetén mint a benzolnál. Nitráláskor orto- és para-nitrotoluol keletkezik, de erélyesebb behatáskor akár három nitrocsoport is bekapcsolódhat, ekkor trinitrotoluol (TNT) keletkezik.

## Élettani hatása
Közvetlen belélegezve közepesen vagy erősen mérgező. Az agyat és idegrendszert károsítja, részegséghez hasonló állapotot, nem ritkán hallucinációt okoz. Ipari felhasználására szigorú munkavédelmi előírások vonatkoznak. Az egyik leggyakrabban előforduló talajszennyező anyag, a talajvízzel is bejuthat a szervezetbe.

## Előállítása
A toluolt kőolajpárlatok vagy n-heptán dehidroaromatizálásával nyerik. De benzolból is előállítható toluol Friedel–Crafts-szintézissel. Előállítható frakcionált lepárlással kőszénkátrányból is.

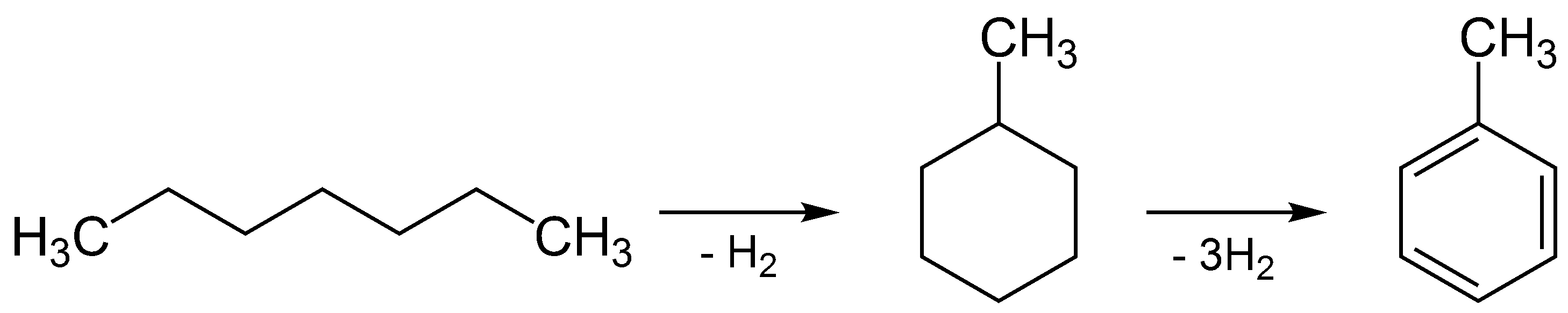
A toluol előállítása n-heptánból

## Felhasználása
Festékek, lakkok oldószereként alkalmazzák, a TNT gyártásának egyik alapanyaga. Szerves szintézisek kiindulóanyagaként hasznosítják. Néhány háztartásban előforduló termék összetevője is lehet, például lakkok, gyorsan száradó filctollak.